# Sablia engadinensis
Sablia engadinensis là một loài bướm đêm trong họ Noctuidae.